# Liste von Schiffen mit dem Namen Europa
Europa ist mehrfach als Name von Schiffen genutzt worden bzw. wird als solcher genutzt.

## Herkunft
Der Begriff Europa steht für den Erdteil, bzw. einer Gestalt der griechischen Mythologie.

## Namensträger
| Schiffsname | Schiffstyp                     | Baujahr/ Stapellauf | Bauwerft/ Ort                                | Eigner                                                            | Länge / Breite / Tiefgang                                          | Antriebsart / Leistung                                               | BRT / BRZ / tdw       | Allgemeine Beschreibung |
| ----------- | ------------------------------ | ------------------- | -------------------------------------------- | ----------------------------------------------------------------- | ------------------------------------------------------------------ | -------------------------------------------------------------------- | --------------------- | --- |
| Europa      | römisches Handelsschiff        | 1. Jahrhundert?     |                                              |                                                                   |                                                                    |                                                                      |                       | Abgebildet auf einem Graffito im Peristyl eines Wohnhauses in der antiken Stadt Pompeji |
| Europa      | 70-Kanonen-Linienschiff        | 23. Oktober 1739    | Arsenal von Venedig                          | Marine der Republik Venedig                                       | 48,00 m / 12,87 m / 6,05 m                                         |                                                                      |                       | Dieser Zweidecker gehörte zur Leon-Trionfante-Klasse. Abbruch am 29. Dezember 1763 beschlossen. |
| Europa      | 64-Kanonen-Linienschiff        | 1765                |                                              | Royal Navy                                                        | 159 ″ / 44″                                                        |                                                                      | 1366 tons             | Dieser Zweidecker wurde bei Adams in Bucklers Hard gebaut. Ihr Plan beruht auf dem Konzept der Exeter-Class von Bately. Ab 1796 wurde sie als Kriegsgefangenen-Hulk eingesetzt. |
| Europa      | Dampfschiff                    | 1889                | Sunderland Ship Building Company, Sunderland | Dampfs. Ges. Argo, Norddeutscher Lloyd                            | 98,45 m / 12,25 m / 5,85 m                                         | Segeldampfer                                                         | 2737 BRT              | Das Schiff wurde 1889 als Gutenfels für die Deutsche Dampfschifffahrts-Gesellschaft „Hansa“ gebaut und diente als Auswandererschiff. 1904 an die Dampfschiff-Gesellschaft „Argo“ verkauft und in Europa umbenannt. 1905 an den Norddeutschen Lloyd verkauft. Im Jahr 1908 geriet diese Europa mit 28 Mann Besatzung an Bord auf dem Nord-Atlantik in Seenot und gilt seitdem als verschollen.                                        |
| Europa      | Flugzeugmutterschiff           | 1895                | Charles Connell & Company                    | Italienische Königliche Marine                                    | 119,5 m / 14,1 m / 5,9 m                                           | Dreifachexpansionsmaschine / 3000 PS                                 | 6400 BRT              | Die Europa war ursprünglich ein Handelsschiff, das 1915 zum Wasserflugzeugträger umgebaut wurde. |
| Europa      | geschützter Kreuzer            | 1897                |                                              | Royal Navy                                                        | 132,76 m / 21,05 m / 7,77 m                                        |                                                                      |                       | Die HMS Europa fuhr von 1897 bis 1920 für die Royal Navy und war das einzige Schiff seiner Klasse, das während des gesamten Ersten Weltkrieges eingesetzt war. |
| Europa      | Ausflugs- dampfer              | 1901                | Schichau-Werft, Elbing                       | Reederei Paul Grüttke, Brandenburg (Havel)                        | 30,00 m / 5,50 m                                                   | Dampfmaschine                                                        |                       | Das Schiff wurde 1939 verkauft und als Schleppdampfer weiterverwendet. |
| Europa      | Auxiliarsegler/Bark            | 1911                | H. C. Stülcken Sohn, Hamburg                 | Harry Smit Tall Ship B.V.                                         | 56,00 m / 7,45 m / 3,90 m                                          | Barkrigg / 2× 365 PS                                                 | 303 ts                | 1911 unter dem Namen Senator Brockes als antriebsloses Feuerschiff vom Stapel gelaufen. Als Feuerschiff Elbe 4 und Lotsenstation auf der Elbe, sowie als Elbe 3 und Elbe 2 bis 1977 ohne Unterbrechung im Einsatz. Heimathafen seit 1987 Scheveningen. |
| Europa      | Passagier- schiff              | 15. August 1928     | Blohm & Voss                                 | Norddeutscher Lloyd                                               | 282,77 m / 30,65 m / 6,50 m                                        | Dampfturbinen                                                        | 49.746 BRT            | Die Europa war ein bei der Hamburger Werft Blohm & Voss für den Norddeutschen Lloyd gebautes Turbinenschiff von 49746 BRT. Der Stapellauf erfolgte am 15. August 1928. Das Schiff war für den Norddeutschen Lloyd bestimmt. |
| Europa      | Fahrgast- schiff               | 1929                | Gebr. Winkler                                | Reederei Gebr. Winkler                                            | 34,6 m / 5,73 m / 1,2 m                                            | Dieselmotor                                                          |                       | Die Europa war ein Fahrgastschiff der Berliner Reederei Gebr. Winkler und auf der familieneigenen Werft hergestellt worden. Sie fuhr bis zur Flucht der Familie Winkler aus der DDR für das Familienunternehmen, wurde in der DDR dann in Karl Marx umgetauft und endete als Schiffsgaststätte in Bernburg (Saale). |
| Europa      | Fahrgast- schiff               | 1938                | Gebr. Winkler                                | Reederei Karl-Heinz Winkler                                       | 33,72 m / 4,62 m /                                                 | Dieselmotor                                                          |                       | Die Europa war ein Fahrgastschiff der Berliner Reederei Karl-Heinz Winkler. Den Namen Europa trug das Schiff ab 1963; ursprünglich hatte es Pik As geheißen und zur Reederei Otto Schmidts gehört. In der Nachkriegszeit war es unter den Namen Helvetia und Karo As unterwegs. Teile des Schiffes wurden 1985 im Rahmen einer Installation in Berlin verwendet.                                                                     |
| Europa      | Passagier- schiff              | 1952                | Ansaldo, La Spezia                           | Lloyd Triestino                                                   | 159,01 m / 20,84 m / 7,34 m                                        | Dieselmotor                                                          | 11.440 BRT            | |
| Europa      |                                | 1953                | KMS „De Schelde“, Vlissingen                 | Norddeutscher Lloyd                                               | 183 m / 23,50 m / 8,5 m                                            | 10.294 kW (14.000 PS) / Vmax 19 kn (35 km/h)                         |                       | Dieses Schiff mit dem Namen Europa, das dritte des Norddeutschen Lloyds, leitete in den 1960ern den Übergang von der Linienschifffahrt zur Kreuzschifffahrt ein. |
| Europa      | Kabinen- fahrgastschiff        | 1960                | Schiffswerft Christof Ruthof Mainz-Kastel    | Köln-Düsseldorfer Deutsche Rheinschiffahrt Bonaventura Cruises BV | 88,60 m / 11,60 m / 1,52 m nach Umbau: 88,48 m / 11,56 m / 1,140 m | 4× 425 PS Klöckner-Humboldt-Deutz Nach Umbau: 2× 850 PS              |                       | Die Europa war ein Schiff der Köln-Düsseldorfer Deutsche Rheinschiffahrt für 205 Passagiere in 69 Außenkabinen. 1998 wurde sie verkauft umgebaut für nur noch 128 Passagiere und als Victoria Cruziana für Flusskreuzfahrten auf dem Rhein zwischen Köln und Basel eingesetzt. Am 19. November 2010 sank das in Passau aufgelegte Schiff nach einem Wassereinbruch.                                                                  |
| Europa      | Tages- ausflugsschiff (Binnen) | 1969                | Schiffswerft Schmidt, Oberkassel             | Rhein-Neckar-Fahrgastschifffahrt, Heidelberg                      | 40,00 m /8,20 m /1,10 m                                            | 2× 155 PS                                                            |                       | Das Schiff wird überwiegend für Linienfahrten zwischen Heidelberg und Neckarsteinach, aber auch für Charterfahrten eingesetzt. Zugelassen ist es für maximal 600 Fahrgäste. |
| Europa      | Fahrgast- schiff               | 1976                | Werft SGV, Luzern                            | Schifffahrts- gesellschaft des Vierwald- stättersees              | 58,36 m / 11,27 m / ...                                            |                                                                      |                       | Die Europa sollte ursprünglich unter dem Namen Unterwalden den gleichnamigen Raddampfer auf dem Vierwaldstättersee ersetzen, der danach jedoch saniert und wieder in Betrieb genommen wurde. |
| Europa      | Kreuzfahrt- schiff             | 1980                | Bremer Vulkan AG                             |                                                                   | 199,62 m / 28,50 m / 8,40 m                                        |                                                                      | 37.049 BRZ / 5168 dwt | Am 8.1. 1982 startete die Europa ihre Jungfernreise. Das Schiff wurde bei der Bremer Vulkan AG gebaut. 1998 wurde das Schiff nach Singapur an Star Cruises verkauft und kam dort als Superstar Aries in Fahrt. Sie fuhr bis Anfang 2008 als Holiday Dream für die spanische Pullmantur Cruises und danach als Bleu de France für Croisières de France (CDF). Seit 2012 ist das Schiff als Saga Sapphire für Saga Cruises im Einsatz. |
| Europa      | Tages- ausflugsschiff (Binnen) | 1986                | Lux-Werft, Mondorf                           | Bernkastel-Kueser Moselpersonenschifffahrt                        | 45,50 m / 8,20 m / 1,00 m                                          | 2× 240 PS                                                            | 117 m³                | Das für maximal 400 Fahrgäste zugelassene Schiff war bis 1997 auf den Berliner Gewässern für die Reederei Winkler im Einsatz. |
| Europa      | Tages- ausflugsschiff (Binnen) | 1988                | Lux-Werft, Mondorf                           | Mindener Fahrgastschifffahrt GmbH                                 | 39,00 m / 7,64 m; / 0,60 m                                         | 2× 242 PS                                                            |                       | Das für maximal 350 Fahrgäste zugelassene Schiff führt Kanalkreuzfahrten mit Schleusungen am Wasserstraßenkreuz Minden und Fahrten auf der Weser durch. |
| Europa      | Tages- ausflugsschiff (Binnen) | 1995                | Placke Werft Aken/Elbe                       | Rehbein-Linie Kassel / Kasseler Personenschifffahrt Rehbein       | 30,38 m / 6,32 m / 0,65 m                                          | 2× 165 PS                                                            |                       | Mit dem 1995 in Sachsen/Anhalt an der Elbe gebauten Schiff in Yachtoptik werden unter anderem Fahrten zum Fuldastausee und ins Weserbergland durchgeführt. Es ist zugelassen für maximal 300 Fahrgäste. |
| Europa      | Tages- ausflugsschiff (Binnen) |                     |                                              | Exclusiv-Yachtcharter.de Berlin                                   |                                                                    |                                                                      |                       | Das auf den Berliner Wasserstraßen verkehrende Motorschiff ist der Nachbau eines Raddampfers. Es verfügt über insgesamt 210 Plätze, davon 90 im Innenbereich. |
| Europa      | Kreuzfahrt- schiff             | 1999                | Kvaerner Masa Yards AB                       | Hapag-Lloyd Cruises                                               | 198,52 m / 24,0 m / 6,3 m                                          |                                                                      | 28.890 BRZ            | Das bei Kvaerner Masa Yards AB in Helsinki gebaute Schiff wurde am 15. September 1999 in Dienst gestellt und wurde vom Berlitz Cruise Guide bereits mehrfach mit dem 5-Sterne-plus-Preis ausgezeichnet. |
| Europa 2    | Kreuzfahrt- schiff             | 2012                | STX France                                   | Hapag-Lloyd Cruises                                               | 225,38 m / 26,70 m / 6,30 m                                        | Dieselelektrisch, Gesamtleistung (inkl. aller Generatoren) 24.000 kW | 42.830 BRZ            | Die Europa 2 wurde von STX France im französischen Saint-Nazaire gebaut und am 10. Mai 2013 in Hamburg getauft. |